# Maurice Thöni
Maurice Thöni (* 1. März 1897 in Lausanne; † 8. November 1980 ebenda) war ein Schweizer Akkordeonist, Komponist und Musikherausgeber.

## Leben
Thöni war als Musikant und Komponist weitgehend Autodidakt. Als Akkordeonist war er ein gefragter Solist. Er wird als Mitbegründer der Akkordeonorchestermusik betrachtet. Von 1923 bis 1940 war er als Bearbeiter und Arrangeur im Musikverlag G. Helbling aktiv. 1941 gründete er einen eigenen Musikverlag in Lausanne. Diese Aufgabe wurde von 1976 bis 2014 durch Gottfried Aegler in Erlenbach übernommen. Seit 1. Januar 2015 wird die Edition Thöni durch Andreas Steiner - accorda Musikverlag in Herzogenbuchsee (Schweiz) weitergeführt. Seit 1944 wohnte Thöni wieder in Lausanne.
Als Komponist schrieb er vor allem für Akkordeon und Akkordeonorchester, aber auch für Blaskapellen.

## Kompositionen

### Werke für Akkordeon-Orchester
(Kompositionen und Arrangements)
- Beim Kupferschmied / Chez le forgeron

Charakterstück, Maurice Thöni 
Partitur, Akk. I, IIa, IIb, IIIa/b, 
IV, Bass, Schlagzeug (Amboss), Handh. I-IV, F-B
- Montreux

Marsch, Otto Held 
Akk. I-IV, Bass, Schlagzeug, Handh. I-III
- Lausanne

Marsch, Maurice Thöni 
Partitur, Akk. I, IIa, IIb, III, IV, Bass, Schlagzeug,
Handh. I-IV, F-B, Thöni-Bass
- Nadia

Walzer, Maurice Thöni 
Partitur, Partitur, Akk. I, IIa, IIb, III, IV, Electronium,
Schlagzeug, Handh. I-IV, F-B
- La Mi-été

Walzer, Maurice Thöni
Akk. I, IIa, IIb, III, IV, Bass, Handh. I-IV
- Es Strüssli us Müettis Gärtli

Walzerlied, Rudy Burkhalter, arr. Maurice Thöni 
Akk. I, IIa, IIb, III, IV, Bass,
Handh. I-IV, F-B, Thöni-Bass
- Aigle

Marsc, Maurice Thöni
Partitur, Akk. I, IIa, IIb, III, IV, Bass, Electronium,
Schlagzeug, Handh. I-IV, Thöni-Bass
- Frühling am Zugersee

Polka, Alois Amgwerd, arr. Maurice Thöni
Partitur, Akk. I, IIa, IIb, III, IV, Bass, Handh. I-IV
- Der gute Tropfen Dézaley / La fine goutte de Dézaley

Mazurka, Otto Held, arr. Maurice Thöni
Akk. I-IV, Bass, Handh. I, II, F-B, IV
- Teufelchen-Parade / Parade des Diablotins

Marsch, A. Truan, arr. Maurice Thöni 
Akk. I, Handh. I-IV
- Caravane

Charakterstück. Maurice Thöni 
Partitur, Akk. I, IIa, IIb, IIIa/b, IV, 
Bass, Handh. I-IV, F-B
- Das schöne Berghaus / Le beau chalet

Polka, Maurice Thöni 
Akk. I, IIa, IIb, III, IV, Bass, Electronium,
Schlagzeug, Handh. I-III, F-B, Thöni-Bass
- Echo du Chasseral

Marsch, Marcel Frossard, arr. Maurice Thöni
Partitur, Akk. I, Orch. chrom.,
Akk. IIa, IIb, IIIa, IIIb (Electronium), IV, 
Bass, Schlagzeug, Handh. I-IV, Thöni-Bass
- Berühmtes Largo aus der Oper "Xerxes"

Georg Friedrich Händel, arr. Maurice Thöni
Partitur, Akk.I-IV, Bass, Handh. I, oblig. Klavier, Streichbass 
ad lib.
- Ave Maria

Franz Schubert, arr. Maurice Thöni 
Partitur, Akk. I, IIa/b, IIIa/b, IV, Bass, oblig. Klavier, 
Streichbass ad lib., Handh. I
- Caro mio ben

Arie, Tommaso Giordani, arr. Maurice Thöni
Partitur, Akk. I, IIa, IIb, III, IV, Bass,
Handh. I–III
- Airport Kairo

Marsch aus der Suite «Rund ums Mittelmeer», Carl Schneider-Kräupl
Partitur, Akk. I, II, III, IV, Electronium oder Akk. IIIa, Bass, Schlagzeug,
Handh. I–III
 
- Die Meerprinzessin

Walzer, Marcel Frossard, arr. Maurice Thöni
Partitur, Akk. I, IIa, IIb, III, IV Bass, Schlagzeug,
Handharm. I-IV, F-B
- Vertraute Klänge / Confidence

Tango, Marcel Frossard, arr. Maurice Thöni 
Partitur, Akk. I, IIa, IIb, IIIa, IIIb, IV, Bass, 
Handh. I-IV, Thöni-Bass
- Intermezzo

Charakterstück, Maurice Thöni 
Partitur, Akk. I, IIa, IIb (Bandoneon 1), IIc (Bandoneon 2), III, IV, Bass, Electronium, Schlagzeug, Handh. I, IIa, IIb Band. 1), IIc (Bandoneon 2), III, IV, Thöni-Bass
- Yverdon

Marsch, Maurice Thöni, arr. M. Novotny 
Partitur, Akk. I-IV, Electr., Bass, Schlagzeug, Handharm. I-III
- Graziella

Charakterstück, Maurice Thöni 
Akk. I, IIa, IIb, III, IV, Bass, Electronium,
Schlagzeug, Handh. I-IV, Thöni-Bass
- Festmarsch

Maurice Thöni 
Partitur, Akk. I, IIa, IIb, III, IV, Bass, Schlagzeug,
Handharm. I-IV, Thöni-Bass
- Chor der Hebräer aus der Oper "Nabucco"

Giuseppe Verdi, arr. Maurice Thöni 
Partitur, Akk. I, IIa, IIb, III, IV, Electronium, Bass,
Pauken, Handh. I-III, Thöni-Bass
(in Originaltonart Fis-Dur und erleichtert F-Dur)
- Alla Polacca

Konzertmazurka, Maurice Thöni 
Partitur, Akk. I, Orch. chrom., IIa, IIb, IIIa, IIIb, IV, Bass,
Schlagzeug, Handh. I, IIa, IIb, IIIa, IIIb, F-B, IV, Thöni-Bass
- Emmentalerklänge

Ländler, Robert Stalder, arr. Maurice Thöni
Partitur, Akk. I, IIa, IIb, III, IV, Electronium, Bass,
Schlagzeug, Handh. I, IIa, IIb, III, F-B, IV
- Nyon

Marsch, Maurice Thöni
Partitur, Akk. I, IIa, IIb, III, IV, Bass, Schlagzeug, 
Handharm. I, IIa, IIb, III, IV, Thöni-Bass
- Clownpromenade

Charakterstück, Maurice Thöni 
Partitur, Akk. I-IV, Electronium ad lib., Bass,
Schlagzeug, Handh. I-III, F-B, IV, Thöni-Bass
- Valse de la Rue

Walzer, Maurice Thöni 
Partitur, Akk. I, IIa, IIb, III, IV, Electronium ad lib., Bass,
Schlagzeug, Handh. I-III
 
- Marcietta-Serenata

Maurice Thöni 
Partitur, Orch. chrom., Akk. I, IIa, IIb, III, IV, Bass,
Schlagzeug, Handh. I, IIa, IIb, III, IV
- Zeughauskeller-Marsch

Maurice Thöni
Partitur, Orch. chr., Akk. Ia, Ib, IIa/b, IIIa, IIIb, IV, Electr., Bass,
Schlagzeug, Handharm. Ia/b, IIa/b, IIb, IIIa, IV
- Offenbach-Potpourri

Jacques Offenbach, arr. Maurice Thöni
Partitur, Akk. Ia/b, Orchester chrom. a/b, IIa/b, IIIa, IIIb, IV, Electr., Bass, Schlagzeug, Handh. Ia/b, IIa/b, IIIa, IV
- Evocation / Erinnerung

Konzertwalzer Maurice Thöni
Partitur, Orch. chrom., Akk. I, IIa, IIb, III, IV, Electronium, Bass,
Schlagzeug, Handh.I, IIa, IIb, IIa, F-B, Thöni-Bass
- Communauté / Gemeinschaft

Konzertmarsch Maurice Thöni
Partitur, Orch. chr., Akk. Ia/b, IIa/b, IIIa, IIIb, IV, Electronium, Bass, 
Schlagzeug, Handh. (Spezialstimme)
- Frühlingsblumen

Walzer, Gottfried Aegler
Partitur, Akk. I-IV, Electr., Bass, Schlagzeug, Handh. I-III
 
- Schussbereit

Marsch, Maurice Thöni 
Partitur, Orch. chrom., Akk. I, II, IIIa, IIIb, IV, Electronium, Bass,
Schlagzeug, Handh. I, II, IIIa, F-B, IV, Thöni-Bass
- Süsses Träumen

Langsamer Walzer, Dietrich Schmitz, Arr. Maurice Thöni 
Partitur, Orch. chrom., Akk. I, II, IIIa, IIIb, IV, Bass,
Handh. I, IIa, IIb, IIIa, F-B, IV, V, Thöni-Bass
- Nichts wie los - Vas-y!

Schnellpolka, Maurice Thöni 
Partitur, Orch. chrom., Akk. I, II, III, IV, Bass,
(Siehe auch unter Blaskapelle)
- Drei Tänze

Tänze aus dem Gloria-Film "Matura-Reise", Hans Haug, Arr. Maurice Thöni 
Nur Diatonisch Solo
- Triumph

Swing-Fox, Fritz Felix, Arr. Maurice Thöni 
Partitur, Orch. chrom., Akk. I, II, III, IV, Bass,
- Süsse Träume / Douce Berceuse

Kleines Wiegnlied, Maurice Thöni 
Akk. I Solo, II, IV, Bass,
Handh. I Solo, II
- Tiroler-Bua / Le petit Tyrolien

Marsch, Maurice Thöni 
Akk. I Solo, II, IV, Bass,
Handh. I Solo, II
- Winterparadies / Paradis d'hiver

Jodellied und Walzerländler & gemischter Chor, Fred Ringger, Arr. Maurice Thöni 
Akk. I Solo, IV, Bass,
Handh. I Solo, II
- Lémania

Marsch, Michel Campetti, Arr. Maurice Thöni 
Partitur, Orch. chrom., Akk. Ia, Ib, II, III, IV, Bass,
Handh. I, IIa, IIb, III, IV & Bass
- Sur les Rives du Léman

Marche chantée, Joana Ghika-Comanesti, Arr. Maurice Thöni 
Akk. I Solo, IIa, IIb, III, (IV & Bass in Solostimme enthalten),
Handh. I, II, III, (IV & Bass in Solostimme enthalten), Vierstimmiger Chorsatz.
- Einmal rechts, einmal links

Foxtrot aus dem Gloria-Film "Matura-Reise", Hans Haug, Arr. Maurice Thöni 
Chromatisch Solo, Diatonisch Solo
- Bonsoir, chérie ...

Valse lente du film Gloria "Matura-Reise", Hans Haug, Arr. Maurice Thöni 
Akk.Solo, Diatonisch Solo
- Rires joyeux

Marsch, Maurice Thöni 
Partitur, Orch. chrom., Akk. I Solo, Ia, Ib, II, IIIa, IIIb, IV, Bass,
Schlagzeug, Handh. I Solo, I, II, III, IV & Bass
- Champex

Valse / Walzer (Lied), Eddy Huggel, Arr. Maurice Thöni 
Partitur, Orch. chrom., Akk. I mit Text, II, III, IV, Bass,
Handh. Solo
- Vive les Vacances - Wänn i Urlaub ha

Marschlied, Maurice Thöni 
Akk. Solo, Handh. Solo, II, III, IV mit Bass
- Die beiden Virtuosen

Polka für zwei diatonische Instrumente, Maurice Thöni 
Handh. I Solo, II
- Trois Chants de Noël

Drei Weihnachtslieder, Arr. Maurice Thöni 
Akk. Solo (Piano), Handh. Solo (Les anges dans nos camapagnes - Jl est né le Divin Enfant - Voici Noël, ô douce nuit.)

### Soli mit Akkordeon-Orchester
- Nos deux lurons / Unsere zwei Bengel

Konzertpolka, Maurice Thöni 
Solo für 2 Trompeten oder Klarinetten in C oder B oder 2 Piccolos in C 
oder 2 Electronien oder 2 Akkordeons oder 2 diat. Handharmonikas 
Partitur, Solostimme I und II, Akk. I, II, IIIa/b, IV, Bass, Electr., 
Schlagzeug, Handh. I, II, IIIa, IIIb (F-B), IV
- Concertino in Es-Dur, op. 26

für Klarinette (oder Electronium)
Carl-Maria von Weber, arr. Gottfried Aegler 
Partitur, Solostimme in B oder C, 
Akk. I-IV, Electronium I und II, Bass, Pauken, Handh. I
- Akkordeonspässe für Akkordeon

Maurice Thöni
Partitur, Akk. I Solo, Akk. 1a/b, IIa, IIb, IIIa, IIIb ad lib., IV, Electronium, Bass, Schlagzeug, Hand. I, IIa
- L'Envol, Fox de virtuosité für Akkordeon

Maurice Thöni 
Partitur, Akk. Solo, Akk. I-IV, Electronium, Bass, Schlagzeug

### Werke für Kleinformation mit Akkordeon
Kleine Besetzung mit Akkordeon: Piccolo in C, 1. Klarinette in Es oder B, 2. Klarinette in B, Trompete in B, Posaune in C, Akkordeon, Bass in C oder Streichbass
- Aigle "Marsch"
- Au Bal des Vendanges "Walzer"
- Au Val d’Anniviers "Montferrine"
- Avec entrain / Zünftig "Schnellpolka"
- Bal au Pressoir "Marsch-Polka"
- Ce Pétillant... "Marsch-Polka"
- Contes du Léman "Walzer"
- Danse des Ours / Bären-Polka "Polka"
- Dansez!... tournez! "Walzer"
- Dans la cave à Alfred "Polka"
- Echo du Chasseral "Marsch"
- Echos alpestres "Valse-Ländler"
- Fête à Champéry / Fäscht im Wallis "Montferrine"
- Filles et garçons / Meitschi u Buebe "Valse-Ländler"
- Grain de sel "Mazurka"
- Gruss aus Iberg "Marsch"
- Henriette de Chardonne "Polka"
- Hop! hop! "Galopp"
- Jungfrau-Blick "Polka"
- L’Abbaye de Vucherens "Walzer"
- La Madzourke "Mazurka"
- La Mi-été "Walzer"
- La «Poya» (Montée à l’alpage) "Polka"
- La Sautillante "Marsch (Sautiche)"
- Le beau chalet "Polka"
- Le Pâtre du Jura "Walzer"
- «Lè Végnolan» (Les Vignerons) "Polka"
- Marche de fête "Marsch"
- Marche militaire "Marsch"
- Mazurka perlée "Mazurka"
- Montferrine de Salvan "Montferrine"
- Nyon "Marsch"
- Pas Vaudois pour des prunes "Polka"
- Plat bernois / Bernerplatte "Marsch"
- Sourire de Grandvaux "Walzer"
- Sous la bannière suisse "Marsch"
- Souvenir des Paccots "Marsch (Sautiche)"
- Souvenirs de Vevey "Marsch"
- Sur le pont de danse "Polka"
- Vas-y! / Nichts wie los! "Schnellpolka"
- «Zum Wohl» / «à votre santé!» "Marsch"
- Polka ouverte "Polka (Trachtentanz)"

### Werke für Blaskapellen
- 1930 Hohner-Marsch - Salut à Lausanne
- 1943 Zeughauskeller-Marsch
- 1944 Liberté, Marsch
- 1969 Communaute, Konzertmarsch
- Aigle, Marsch
- Au Bal des Vendanges, Walzer
- Au Val d’Anniviers, Montferrine
- Bal au Pressoir, Marsch
- Blume aus Capri, Intermezzo-Fox
- Ce Pétillant, Marsch
- Contes du Léman, Walzer
- Dans la cave à Alfred, Polka
- Dansez!... tournez, Walzer
- Dr Scholle treu
- Echos alpestres, Walzer-Ländler
- Filles et garçons / Meitschi u Buebe, Walzer-Ländler
- Grain de sel, Mazurka
- Henriette de Chardonne, Polka
- Hop! hop!, Galopp
- Jungfrau-Blick, Polka
- L’Abbaye de Vucherens, Walzer
- La «Madzourke», Mazurka
- La Mi-été, Walzer
- La «Poya» (Montée à l’alpage), Polka
- La Sautillante «Sautiche», Marsch
- Le beau chalet, Polka
- «Lè Végnolan» (Les Vignerons), Polka
- Marche de fête
- Marche militaire
- Mazurka perlée
- Montferrine de Salvan
- Nostalgischer Walzer
- Nyon, Marsch
- Oldtimer Fox
- Panama
- Pas Vaudois pour des prunes, Polka
- Plat bernois / Berner Platte, Marsch
- Sourire de Grandvaux, Walzer
- Sous la bannière suisse, Marsch
- Souvenir des Paccots - «Sautriche», Marsch
- Souvenir de Vevey, Marsch
- Sur le pont de danse, Polka
- Vorwärts Marsch
- «Zum Wohl!» / «à votre santé!», Marsch

| Personendaten    | Personendaten                                          |
| ---------------- | ------------------------------------------------------ |
| NAME             | Thöni, Maurice                                         |
| KURZBESCHREIBUNG | Schweizer Akkordeonist, Komponist und Musikherausgeber |
| GEBURTSDATUM     | 1. März 1897                                           |
| GEBURTSORT       | Lausanne                                               |
| STERBEDATUM      | 8. November 1980                                       |
| STERBEORT        | Lausanne                                               |